# Llarga Marxa 6
El Llarga Marxa 6 (xinès: 长征六号运载火箭) o Chang Zheng 6 en pinyin, abreviat LM-6 a l'exterior o CZ-6 a la Xina, és un coet de combustible líquid xinès, creat per la Corporació de Ciència i Tecnologia Aeroespacial de la Xina i l'Acadèmia de Tecnologia Espacial de Xangai. El coet va ser desenvolupat a la dècada de 2000, i va realitzar el seu vol inaugural el 2015.
Com a integrant de la nova família de coets generació, el Llarga Marxa 6 va ser dissenyat per ser una capacitat lleugera, un coet "d'alta velocitat de resposta", complementant les famílies de coets pesants Llarga Marxa 5 i mitjans Llarga Marxa 7. És capaç de col·locar almenys 1.000 kg. de càrrega útil en una òrbita heliosíncrona.
La primera etapa del Llarga Marxa 6 deriva dels acceleradors desenvolupats pel coet Llarga Marxa 5. Està alimentat per un motor YF-100, que genera 1.340 kN de l'empenta cremant querosè i LOX com a combustible de coet i oxidant.
Està en desenvolupament una variant amb acceleradors, amb una càrrega útil de 4 tones a l'òrbita heliosíncrona.